# マラウイの人口統計

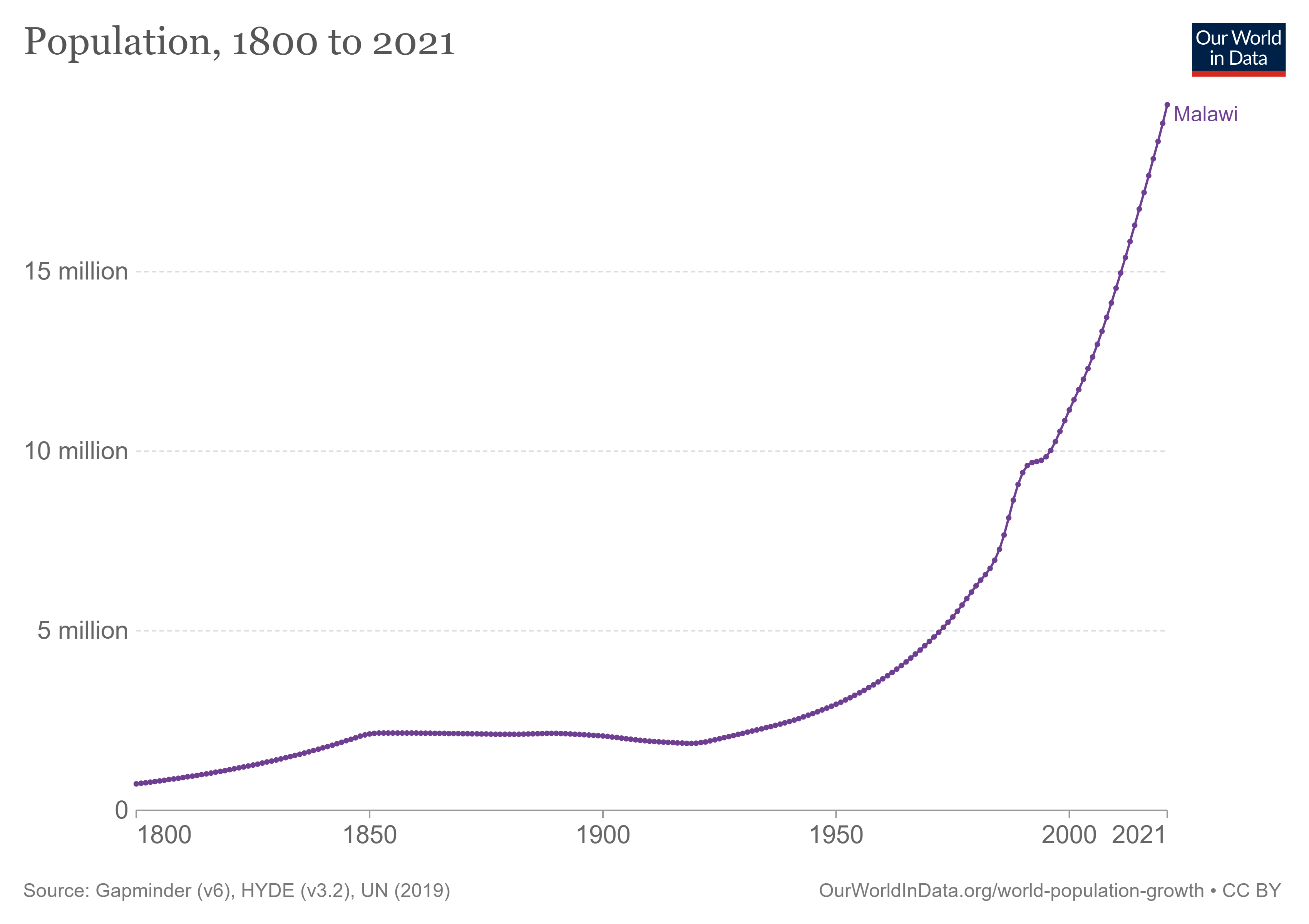
2005年に実施されたFAOによる人口統計。（単位は千である）

1650年代のマラビ帝国の領土

本稿、マラウイの人口統計では、人口密度, 民族、教育レベル、健康、経済状況、宗教などのマラウイの人々に関する人口統計学的事象を扱う。

## 概要

現在のマラウイにおける行政区画。赤部が北部州、黄部が中部州、緑部が南部州。

マラウイの国名は、およそ600年前にコンゴ共和国の南方からやってきたバントゥー系民族の国家、マラビ帝国に由来する。この民族はマラウイ湖の北側のエリアまでたどり着いたところで2つの集団に分離した。一方は、湖の西側を南へと進み、マラウイ湖の西側のエリアに暮らすチェワ族の先祖となった。残りのもう一方は、湖の東側を南へと進み、マラウイ湖の南側のエリアに暮らすニャンジャ族の先祖となった。
西暦1500年頃、この2つの部族はマラビ帝国と呼ばれる国家を作った。その国土は、北部は現在のコタコタ県、南部はザンベジ川、東部はモザンビークの海岸域まで達し、西部はザンビアのルアングワ川までを含んだとされる。
1900年頃までは、移住や部族紛争といった諸条件からマラウイ人社会の結束形成は妨げられていた。その後、より近年になってくると民族や部族の差異は減少していくが、地域による差異や対立は現在でも残ったままである。しかし、いくつかの明確な差異があるにも拘らず、現在は重大な不和や対立関係が各部族間に存在しないことから、マラウイ人としての概念が定着しつつあると言える。また、田舎の農村の人々が大半を占めるマラウイ人は、概して保守的であるとともに伝統的に非暴力主義である。
チェワ族は、中部州の人口のうちの90%を構成し、ニャンジャ族は主に南部州に暮らし、トゥンブカ族は主に北部州に住んでいる。このほか、かなりの人数のトンガ族が北部州に、1800年代初頭に南アフリカから移住してきたズールー人の流れをくむンゴニ族は北部州内の南部の県から中部州内の南部の県に暮らしている。さらに、大部分がイスラム教徒であるヤオ族は、南部州とブランタイヤ県からゾンバ県を結ぶラインの北側からマラウイ湖南側のラインの地区に大多数が居住している。なお、その他のバントゥー系民族は、モザンビークから難民として流れてきた人々である。

## 各種統計
以下の内容は、特に断りがない限りはCIAのザ・ワールド・ファクトブックの内容に従っている。

### 人口
- 1038万5849人 （2000年7月推計）
- 1393万1831人 （2008年7月推計）

### 年齢構成

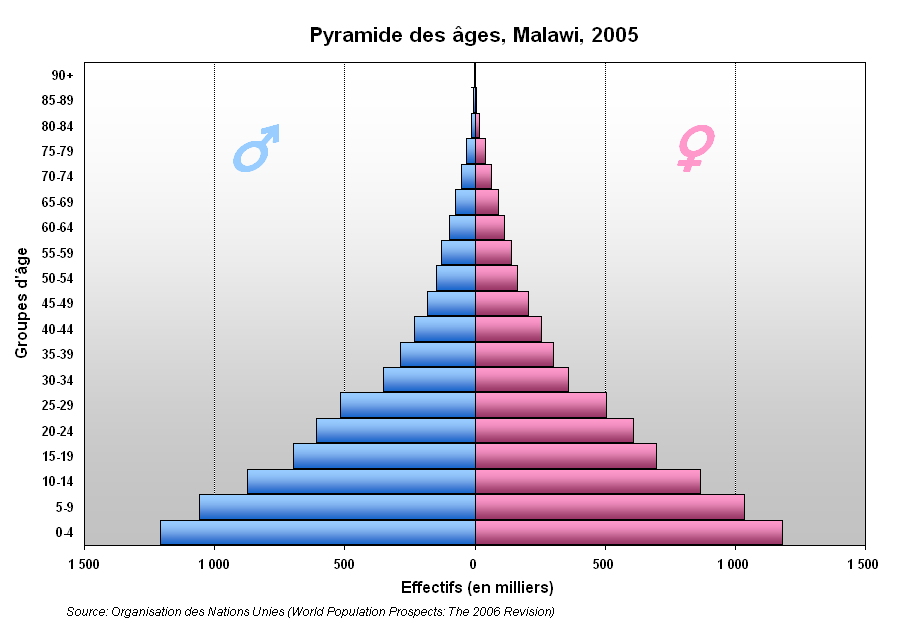
2005年時の人口ピラミッド。

- 0歳-14歳: 45%（男性 233万5440人; female 232万4012人）
- 15歳-64歳: 52%（男性 267万1580人; female 276万6560人）
- 65歳以上: 3%（男性 11万7932人; female 17万0325人）（2000年推計）

### 人口増加率
- 2.38%（2006年推計）

### 出生率

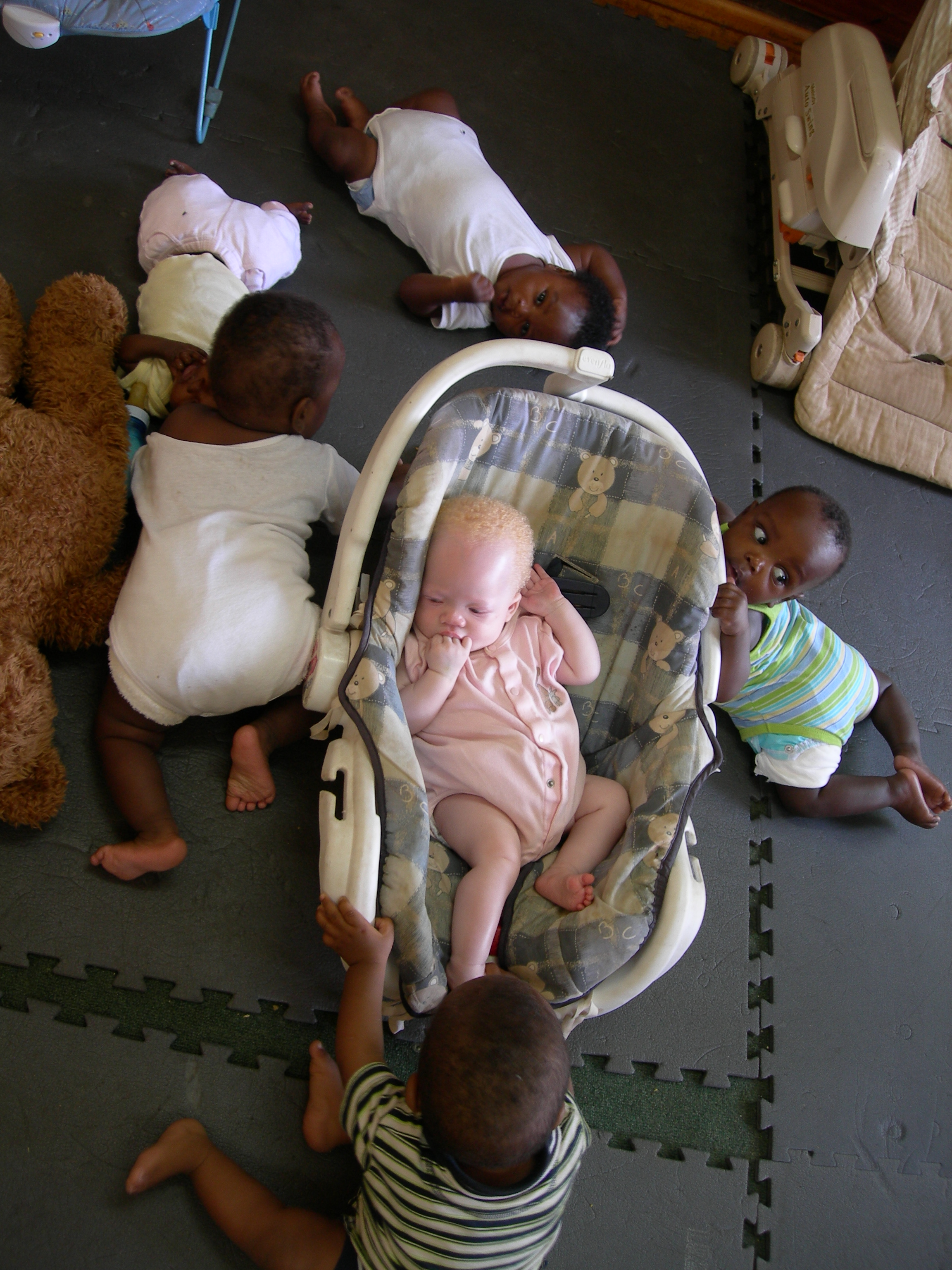
リロングウェの保育園にて

- 1000人当たり38.49人（2000年推計）

### 死亡率
- 1000人当たり22.44人（2000年推計）

### 純移動率
- 1000人当たり0人（2000年推計）

### 男女比
- 出生時点: 1.03 （男性数/女性数）
- 15歳以下: 1
- 15歳-64歳: 0.97
- 65歳以上: 0.69
- 合計: 0.97 （2000年推計）

### 乳幼児死亡率
- 1000人あたり122.28人（2000年推計）

### 人口当たりの医師数
- 6万5000人につき医者一人 [1]

### 平均余命
- 全体: 37.58年
- 男性: 37.2年
- 女性: 37.98年（2000年推計）

### 合計特殊出生率
- 女性一人当たり5.33人（2000年推計）
- 女性一人当たり5.67人（2008年推計）

### 識字率

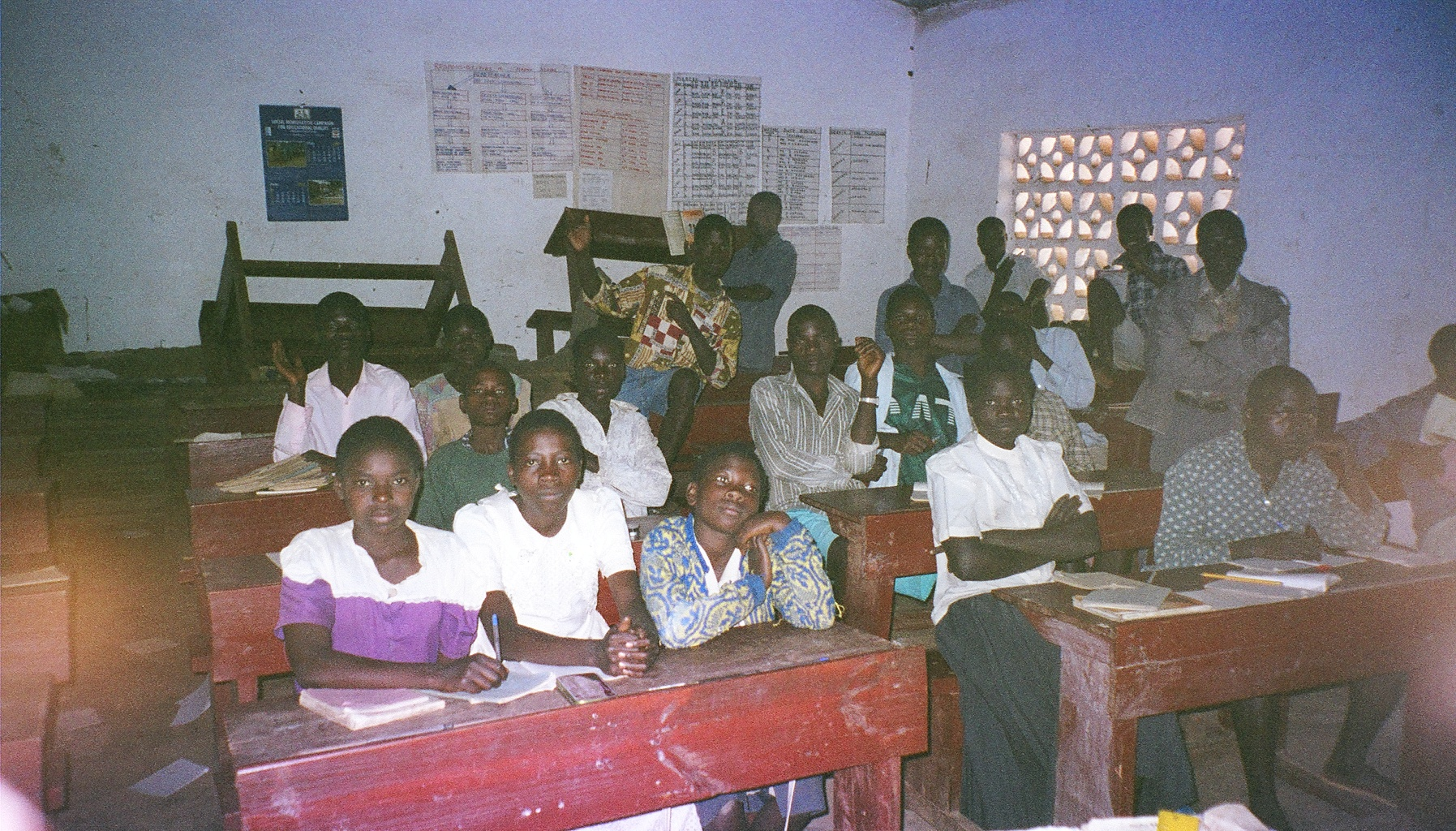
プライマリースクールの授業風景

定義:15歳以上で読み書きが出来る者の割合。
- 全体: 58%
- 男性: 72.8%
- 女性: 43.4%（1999年推計）

### IPv4アドレスの割り当て
- 0（2004年1月）

IPv4アドレスの割り当て状況

- 1万（2008年1月）（画像の出典を参照のこと）

### 言語
英語（公用語）、チェワ語（公用語）、その他各地域ごとに多用される言語がある。

### 国籍
- マラウイ人

### 民族グループ
- チェワ族
- ニャンジャ族
- トゥンブカ族
- ヤオ族
- ロムウェ族
- セナ族
- トンガ族
- ンゴニ族
- ンゴンデ族

### 宗教
- キリスト教: 79.9%
- イスラム教: 12.8%
- その他: 3.1%
- 無し: 4.3%